# جابر احمد الصباح
جابر احمد الصباح (به عربی: جابر الاحمد الصباح) (۲۹ ژوئن ۱۹۲۶ – ۱۵ ژانویه ۲۰۰۶) سومین امیر کشور کویت بود. وی در ۳۱ دسامبر ۱۹۷۷ در کویت به قدرت رسید و در ۱۵ ژانویه ۲۰۰۶ درگذشت.